# Matthaea
Matthaea là một chi thực vật thuộc họ Monimiaceae. Chi này có các loài sau (tuy nhiên danh sách này có thể chưa đủ):
- Matthaea sancta, Blume